# Seguim la flota
Seguim la flota (títol original en anglès Follow the Fleet) és una pel·lícula dirigida l'any 1936 per Mark Sandrich. Darrere l'obra hi ha la partitura d'Irving Berlin, amb cançons com el cèlebre Let Face the Music and Dance; però, per damunt de tot, destaca el prodigiós sentit del ritme de la parella protagonista Ginger Rogers i Fred Astaire. Està doblada al català.
Fred Astaire era l'elegància personificada en una silueta que semblava creada per a la dansa, i va trobar la seva parella perfecta en Ginger Rogers. De totes les dones que van ballar al seu costat, ella va ser l'única capaç d'esdevenir la seva ombra, el complement ideal per a una coreografia que els convertia en un sol cos, dotat de quatre cames que es movien amb una prodigiosa harmonia.

## Argument
Quan una flota de l'armada nord-americana amarra al port de San Francisco, un mariner només pensa a recuperar l'amor amb la seva antiga parella de ball. La relació es va trencar quan ell es va enrolar. La trama, una previsible successió d'embolics, no importa gaire. Els sentiments que el film provoca no procedeixen tant de la trajectòria sentimental dels personatges com de la seva facilitat per integrar els números musicals en el context de la trama, tan lleugera com els passos de ball.

## Repartiment
- Fred Astaire: Bake Baker
- Ginger Rogers: Sherry Martin
- Randolph Scott: Bilge Smith
- Harriet Hilliard: Connie Martin
- Astrid Allwyn: Mrs. Iris Manning
- Betty Grable: trio singer
- Harry Beresford: Captain Hickey
- Russell Hicks: Nolan
- Brooks Benedict: David Sullivan
- Ray Mayer: Dopey Williams
- Lucille Ball: Kitty Collins

## Antecedents
Fred Astaire i Ginger Rogers ja havien coincidit a Volant cap a Rio de Janeiro i, tot i que la protagonista absoluta de la pel·lícula era Dolores del Río, van cridar l'atenció dels directius de la RKO. La parella era explosiva, i la seva compenetració, absoluta: la feliç coincidència entre tots dos revolucionaria el panorama del cinema musical dels anys trenta.
L'alegre divorciada ja va ser un producte fet a la seva mida, i després vindrien títols com Roberta, Barret de copa i Seguim la flota, que consolidarien una col·laboració que faria història.